# 검은 금요일 (1869년)

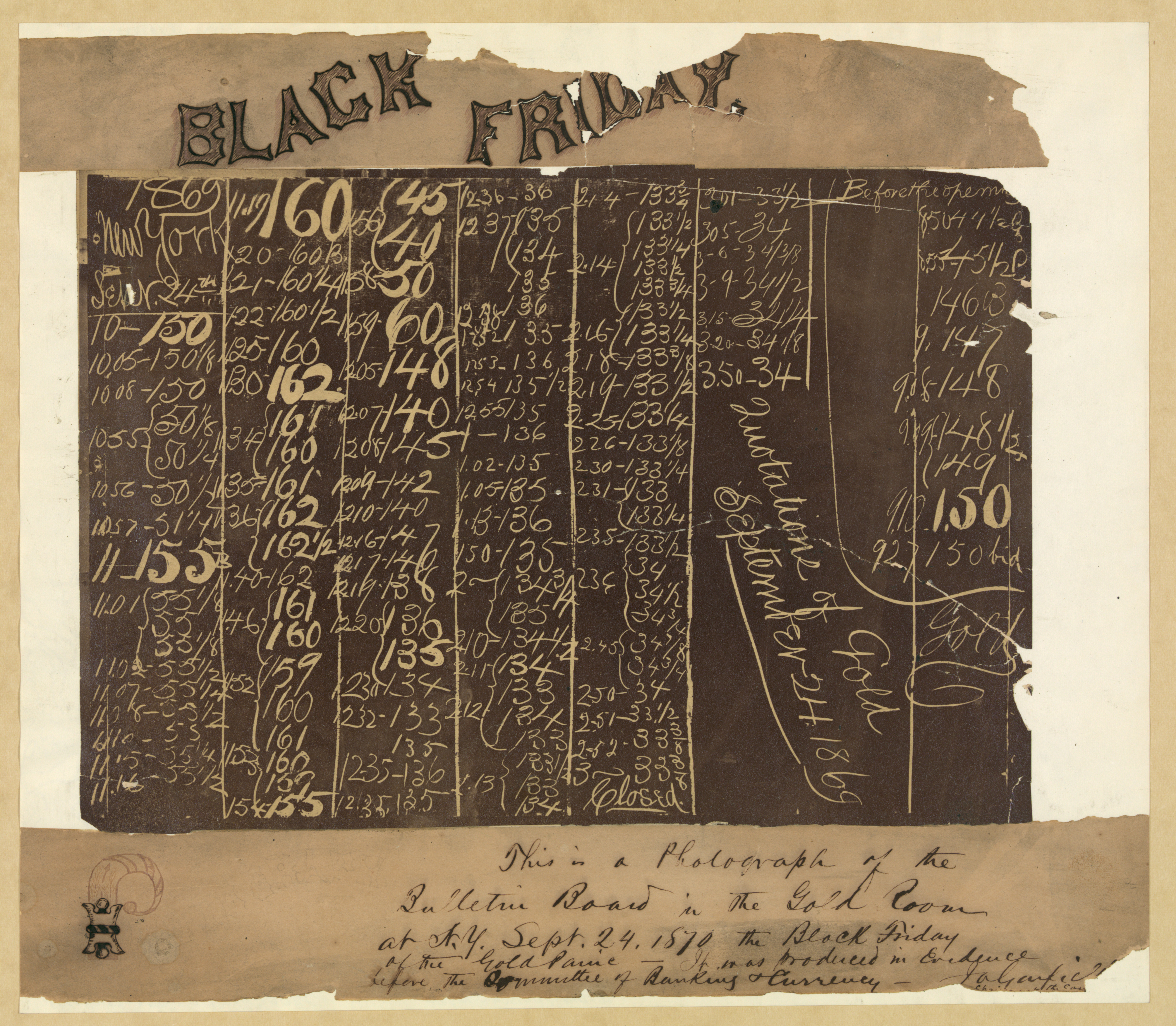
1869년 9월 24일 뉴욕 골드 룸의 칠판 사진으로, 금값의 폭락을 보여준다. 제임스 A. 가필드의 손글씨 캡션은 1870년 청문회 중 은행 및 통화 위원회 앞에서 증거로 사용되었음을 나타낸다.

1869년 9월 24일, 미국에서 금 패닉이 발생하여 금융 위기를 촉발했다. 검은 금요일(영어: Black Friday)로 알려진 이 패닉은 두 투자자 제이 굴드와 나중에 그의 동료 제임스 피스크, 그리고 율리시스 S. 그랜트 대통령의 여동생 버지니아(제니) 그랜트와 결혼한 소규모 투기꾼 아벨 코빈의 공모로 발생했다. 그들은 금 시장을 독점하고 뉴욕 금 거래소에서 금값을 올리기 위해 골드 링을 결성했다. 이 스캔들은 그랜트 대통령 재임 기간에 발생했다. 재무장관 조지 S. 바우트웰은 국가 부채를 상환하기 위한 감채 기금으로 격주 간격으로 재무부 금을 판매하는 정책을 가지고 있었다. 다른 비정기적인 금 판매와 함께 이러한 현금 유입은 달러를 안정화시키는 역할을 했다. 경제는 1861년부터 1865년까지의 남북 전쟁 동안 엄청난 격변을 겪었으며 아직 완전히 회복되지 않았다.
굴드는 처남인 그랜트 대통령과의 코빈의 관계를 이용하기를 희망했고, 굴드는 코빈을 설득하여 자신을 그랜트에게 소개하게 했다. 굴드와 피스크는 대통령과 친해지면 정부의 금 정책에 대한 기밀 정보를 얻고 금 판매를 막을 수도 있을 것이며, 이를 통해 시장을 조작할 수 있을 것이라고 기대했다. 그러나 정부에 의해 좌절되어 실패했고, 그 결과 그랜트 대통령의 신뢰와 국가 경제를 모두 훼손하는 스캔들이 발생했다. 굴드와 피스크는 그랜트와의 개인적인 만남을 이용하여 월스트리트에서 신뢰를 얻었을 뿐만 아니라 내부자 정보를 이용했다.
9월 첫째 주 동안, 그랜트의 재무장관 조지 S. 바우트웰은 그랜트로부터 편지를 받았다. 이 편지에는 금 판매가 서부 농부들에게 해로울 것이라는 내용이 담겨 있었는데, 이는 굴드와 피스크가 심어놓은 생각이었다. 바우트웰은 대량의 금을 판매하라는 자신의 명령을 취소하고, 그 달 나머지 기간 동안 비정기적인 재무부 금 판매를 중단했다. 동시에, 이제 피스크와 합류한 굴드는 뉴욕시 골드 룸을 통해 금을 계속 구매하여 금값을 올렸다. 그들의 계획의 본질을 알게 된 그랜트는 먼저 코빈에게 그의 금 보유량을 처분하도록 지시한 다음 9월 24일에 4백만 달러의 정부 금을 방출하도록 명령했다. 그랜트의 조치는 즉시 금값을 폭락시켜 골드 링의 시장 독점을 무너뜨렸다. 월스트리트에서 패닉이 발생했고, 전국적인 불황은 피했지만 국가는 몇 달 동안 경제적 혼란을 겪었다. 굴드와 피스크는 이용 가능한 최고의 변호를 고용했다. 트위드 링 판사들의 호의를 받은 이 공모자들은 기소를 피했다. 1870년 공화당원 제임스 A. 가필드가 이끈 정부 조사는 그랜트가 이 공모에 불법적으로 연루되지 않았음을 입증했다.

## 역사
남북 전쟁과 재건 시대의 자금을 조달하기 위해, 연방 정부는 1860년 6천4백만 달러에서 1868년 그랜트가 대통령으로 선출될 당시 앤드루 존슨 행정부 말에는 28억 달러로 급증하는 막대한 국가 부채를 떠안았다. 문제는 연방 정부가 남북 전쟁 중에 금으로 교환할 수 없는 그린백으로 알려진 지폐를 발행하면서 더욱 심화되었다. 연방 부채에 대한 유일한 지불 수단으로 의무화된 이 "지폐"는 그레셤의 법칙에 따라 금 통화를 유통에서 제거하는 역할을 했으며, 이로 인해 금값이 급격히 상승했다. 미국 정부가 결국 "그린백"을 금으로 상환할 것이라고 일반적으로 믿어졌다.
그랜트는 "건전한 화폐"를 다시 유통시키는 것이 국가 경제를 회복하는 최선의 접근 방식이라고 믿었다.
국가 경제를 전쟁 전의 화폐 기준으로 되돌리기로 결심한 그의 대통령으로서의 첫 조치 중 하나는 1869년 공공 신용법에 서명하는 것이었다. 이 법은 "금 또는 그에 상응하는 것"으로 미국 채권을 상환하고 가능한 한 빨리 경제에서 그린백을 회수함으로써 금 본위제로 돌아가는 10년 일정을 수립했다.
그랜트는 재능 있는 조지 S. 바우트웰을 미국 재무부 책임자로 임명했다. 바우트웰의 주요 임무는 국가 부채를 줄이는 것이었다. 이를 달성하기 위해 그는 1869년 4월에 보조 재무관에게 재무부에서 금을 판매하고 전시에 발행된 채권을 매입하기 시작하도록 명령했다. 그는 또한 세금 징수 방법을 개선하고 위조 문제를 해결함으로써 재무부의 개혁을 시작했다. 5월 말까지 국가 부채는 1,200만 달러 감소했다. 국가 부채를 줄이려는 바우트웰의 재무 정책은 통화 공급 수준을 유지하고 금값을 인위적으로 낮게 유지했다. 그랜트 정책의 목표는 미래의 특정 시점에 금으로 상환될 수 있는 유통 중인 그린백의 양을 줄이는 것이었다.

## 금 시장 독점
1869년에 이리 철도 이사인 제이 굴드는 그랜트 대통령의 처남인 불미스러운 과거를 가진 금융가 아벨 코빈의 묵인하에 금 시장을 독점하려 했다. 그들은 금값을 올릴 목적으로 그랜트 대통령에게 바우트웰 재무장관이 주간 금 방출(감채 기금의 정기적인 금 판매에는 영향을 미치지 않음)을 중단하도록 설득했다. 남북 전쟁 중 면화 밀수꾼으로 부를 축적한 또 다른 이사인 제임스 피스크는 굴드와 함께 이리 철도를 통제했다. 그는 나중에 이 공모에 적극적으로 가담했다. 코빈과 굴드의 계획의 첫 단계는 남북 전쟁 중 전 소장이자 전쟁 영웅이었던 대니얼 버터필드를 영입하는 것이었다. 그는 금융 경험이 전혀 없었다. 코빈과 굴드는 버터필드의 재무차관 임명을 성공적으로 로비했고, 바우트웰은 그를 통해 재무부 금을 판매하라는 명령을 내렸다. 굴드는 버터필드에게 연봉 8천 달러보다 많은 1만 달러 수표로 뇌물을 주었다. 버터필드는 정부가 금을 판매할 의도를 알려주기로 동의했다.
코빈은 말을 잘하는 사람으로 여겨졌고 부동산 투기로 돈을 벌었다. 피스크와 굴드에게 더 중요했던 것은 그가 그랜트에게 직접 접근할 수 있었다는 점이었다. 그들은 코빈의 관계를 이용하여 사교적인 자리에서 그랜트에게 접근했고, 그 자리에서 코빈의 지지를 받으며 정부의 금 판매에 반대하는 주장을 펼쳤다. 굴드는 또한 그랜트의 개인 비서인 호러스 포터에게 50만 달러의 금 계좌를 개설해 뇌물을 주려고 시도했지만, 그랜트의 전 군 보좌관이었던 포터는 그 제안을 거절했다고 말했다. 그러한 제안이 거절당하는 데 익숙하지 않았던 굴드는 그럼에도 불구하고 구매를 진행하고 포터의 이름으로 중개 계좌를 개설했다. 포터가 굴드의 승인되지 않은 거래를 통보받았을 때, 그는 서면으로 그 제안을 거절했다. 비슷한 방식으로, 코빈은 그랜트의 아내 줄리아에게 접근하여 25만 달러 상당의 채권에 대한 절반 지분을 수락하도록 유인하려 했지만, 그녀는 그 제안을 거절했다.
굴드는 연방 감사를 받는 뉴욕의 제10 국립 은행에 대한 지배 지분을 확보했다. 이 은행은 월스트리트의 중개인 은행으로 사업을 계약하는 시설로 사용되었다. 코빈의 대저택에서 만나는 것 외에도, 피스크와 굴드는 그랜트와 이리 운하 철도 차량과 피스크의 뉴욕 5번가 극장의 박스석에서도 대화했다. 굴드는 그랜트에게 금값 인상이 달러를 약화시키고 서부 농부들이 해외에 농작물을 팔 수 있게 할 것이라고 제안했지만, 그랜트는 아무런 반응도 보이지 않았다. 그랜트와 바우트웰은 모두 유럽 은행들의 눈에 미국에 대한 신뢰를 확보하기 위해 국가의 전시 부채가 상환되어야 한다고 강력히 생각했다. 이를 달성하기 위해 바우트웰은 재무부의 1억 달러 상당의 골드 바 비축액에서 금을 판매하기 시작했으며, 처음에는 대통령의 명시적인 동의 없이 그 수익을 미국 채권 재매입에 사용했다. 바우트웰의 논란이 되는 접근 방식은 나중에 그랜트에게 승인되어 바우트웰에게 필요한 모든 자유를 주었다. 바우트웰은 나중에 자신의 거래의 미묘한 의도를 알지 못하는 외부인들만이 "대통령이 금값에 관한 재무부의 운영에 어떤 역할도 하고 있다고" 생각했다고 썼다. 한편 그랜트는 굴드와 피스크와 함께 있는 자신의 모습이 월스트리트에 금값 인상을 지지한다는 메시지를 보낸다는 사실을 알지 못했다.
금과 채권을 매입할 때 바우트웰은 뉴욕의 대니얼 버터필드를 통해 모든 주문을 처리했다. 불법 거래의 유혹을 줄이기 위해 바우트웰은 버터필드의 추천에 따라 AP 통신에 뉴스를 전보로 보내 자신의 주문을 공개적으로 발표했다. 다음 몇 달 동안 재무부 금이 시장에 쏟아져 들어오기 시작했고 바우트웰은 전시 채권을 재매입하기 시작했다. 9월 1일까지 바우트웰은 국가 부채를 5천만 달러 줄였다. 그는 이 관행을 가속화된 속도로 계속했고, 그랜트는 바우트웰의 거래를 면밀히 추적한 후 의구심을 표명하기 시작했으며, 워싱턴 (펜실베이니아주)에서 그에게 편지를 보내 금값 하락이 농부들에게 해를 끼칠 것이라고 비판했다. 많은 중개 회사들이 무너졌고 거래량과 농산물 가격은 폭락하여 경미한 경기 침체를 야기했지만, 1870년 1월까지 경제는 전후 회복세를 재개했다. 바우트웰은 그랜트나 굴드의 주장 모두에 별다른 장점을 느끼지 못했으며, 누가 이익을 얻든 정부가 시장을 조작하는 데 관여해서는 안 된다고 생각했다. 그러나 대통령에게 반대하고 싶지 않았던 바우트웰은 버터필드에게 9월 반주간 정부 금 판매를 중단하라고 명령했다. 이제 그랜트로부터 "청신호"를 받았다고 믿은 굴드는 중개인을 통해 금을 가속화된 속도로 구매하기 시작하여 주화 형태의 금 보유량을 1천만 달러에서 1천8백만 달러로 늘렸다.

## 골드 링 해체
1869년 9월 1일부터 굴드와 피스크는 코빈과 버터필드의 이름으로 150만 달러 상당의 금을 구매하여 음모를 실행에 옮겼다. 공모자들은 금값 1달러 상승(액면가 100달러 금화 단위로 인용되었으며, 각 금화는 4.8375 트로이 온스 포함)마다 15,000달러(28.8만년 2019)를 벌어들였다. 9월 6일까지 금 시세는 132.50달러에서 137달러로 올랐다. 9월 7일, 굴드는 그의 그룹 구성원들이 1869년 4월의 이전 구매 열풍 동안 달성했던 6백만 달러를 팔아치우라는 지시를 받자 놀라운 반전에 직면했다. 금값은 하루 만에 137달러에서 134달러로 급락했다. 굴드는 이틀 만에 10만 달러 이상을 잃었다.
동료들에게 버림받은 굴드는 피스크에게 도움을 청했지만, 그는 철도 사업으로 출타 중이었다. 피스크는 9월 8일 뉴욕으로 돌아왔고 굴드가 걱정하고 우울해하는 것을 발견했다. 피스크는 굴드에게 여전히 "배를 가라앉힐 만큼 충분한 금"이 있다고 상기시켰고, 둘은 다른 사람들을 찾아 다른 계획을 세워 승리하려고 했지만, 그들은 이때쯤 다시 구매를 시작하면 재무부가 그들의 노력을 저지하고 다시 가속화된 속도로 판매를 시작할 것이라는 것을 알았다.
굴드와 피스크는 금 거래소에서 금을 빌린 모든 중개인과 투기꾼들의 명단을 가지고 있었는데, 월스트리트에서 가장 큰 금융가이자 그랜트에게 개입하여 골드 링을 해체하도록 촉구하는 유력한 목소리를 냈던 제이 쿡을 포함하여 총 250명 정도였다. 피스크는 명단을 다음 날 신문에 게재하고 "강세론자"와 "약세론자"가 3시까지 160달러의 고정 환율로 부채를 상환할 것을 요구하자고 제안했다. 그들이 거부하면 피스크는 훨씬 더 높은 환율로 그들을 압박할 준비가 되어 있었는데, 이는 협박에 가까운 계획이었다. 피스크의 동료들은 이 계획을 비웃었고, 피스크가 그러한 비전통적인 아이디어를 제안하는 것에 대해 원래의 모습대로 행동한다고 비난했다. 그 아이디어가 뉴욕주 형법의 범죄 공모법을 위반한다는 경고를 받은 후, 굴드, 피스크 및 그들의 동료들은 다른 접근 방식을 선택했다. 금요일에 그들은 현재의 높은 가격으로 대량의 금을 구매하고 훨씬 더 높은 가격으로 판매하여 금값을 훨씬 더 높은 가격으로 끌어올렸는데, 이는 정치적, 경제적 영향을 고려하지 않았다. 그러나 피스크는 이 대안적인 접근 방식의 결함을 보았고, 금값을 너무 빨리 올리면 대통령이 개입하여 금 독점을 해체할 것을 우려했다.

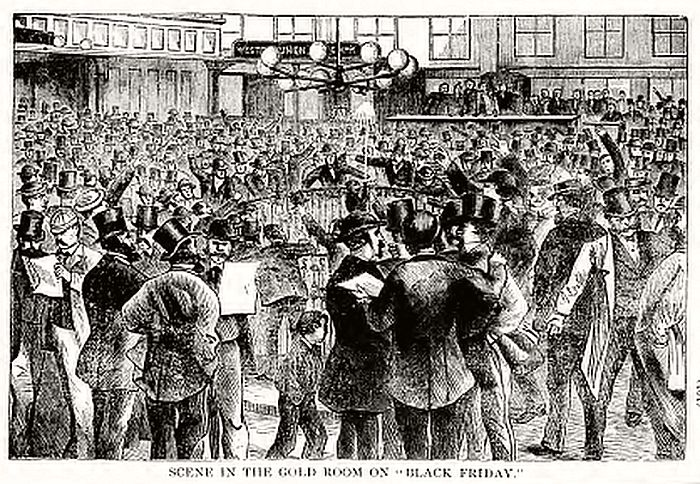
검은 금요일 금 거래소의 패닉

9월 12일, 그랜트는 바우트웰에게 금 시장의 "강세론자"와 "약세론자" 사이에 "절박한 싸움"이 벌어지고 있으며 바우트웰은 금 판매를 중단하는 현재 정책을 계속해야 한다고 경고했다. 코빈은 굴드에게 그랜트가 재무부에서 금을 판매하기 시작할까 봐 걱정된다고 말했고, 굴드는 코빈에게 그랜트에게 판매하지 말라고 권유하는 편지를 쓰라고 말했다. 코빈은 그랜트에게 금을 판매하지 말라고 권유하는 편지를 썼지만, 지금은 분실되었다. 피스크는 이리 철도의 윌리엄 채핀을 통해 그 편지를 그랜트가 아내의 사촌과 함께 휴가를 보내고 있던 워싱턴 (펜실베이니아주)로 배달시켰다. 그랜트의 크로케 게임을 방해하며 채핀은 그에게 코빈의 편지를 주었고, 그랜트는 편지를 읽은 후 채핀에게 만족스럽다고 말했지만, 채핀이 답장을 요구하자 "아니요, 아무것도 아닙니다"라고 말했다. 채핀이 떠나자 포터는 그랜트에게 굴드가 포터의 이름으로 50만 달러의 금 계좌를 개설했다고 말했다. 이 소식을 듣자 그랜트는 마침내 굴드와 피스크가 무엇을 하려는지 깨달았다. 아내가 여동생에게 쓰는 편지를 통해 그랜트는 코빈에게 굴드와 피스크와 아무 관련도 맺지 말고 투기에서 벗어나라고 촉구했으며, 그랜트는 즉시 바우트웰과의 만남을 주선했다. 1869년 9월 20일, 굴드와 피스크는 금을 사재기하기 시작하여 가격을 높였다. 9월 22일 금은 141달러로 마감되었으며, 이때 피스크와 굴드는 둘이 합쳐 5천만 달러에서 6천만 달러의 금을 소유하고 있었는데, 이는 뉴욕에서 이용 가능한 공개 공급량의 약 3배였다. 이 날 하루 동안의 금값 인상으로 두 공모자는 175만 달러의 이익을 얻었다. 9월 23일 목요일, 굴드는 코빈의 집을 방문했고 그날 도착한 줄리아의 편지를 통보받았다. 편지를 읽고 그랜트가 코빈의 투기에 짜증을 내고 있다는 것을 발견한 굴드는 그랜트가 금요일에 정부 금을 판매할 가능성이 있다는 것을 알았다. 그 후 코빈은 굴드에게 자신의 계좌를 구매하여 그랜트에게 더 이상 금을 소유하지 않는다고 말할 수 있는지 물었지만, 굴드는 시장 붕괴를 초래할 것을 우려하여 코빈을 구제하기를 거부했다. 대신 그는 코빈에게 10만 달러의 이자를 제안하며 "코빈 씨, 그 편지가 유출되면 저는 망합니다"라고 외쳤다. 굴드는 이 최근의 전개를 피스크에게 알리지 않기로 결정했다. 그랜트가 워싱턴 D.C.로 돌아왔을 때, 그는 골드 링에서 백악관으로 보낸 6만 달러 상당의 선물을 발견했다. 뇌물수수를 감지한 그랜트는 즉시 그림과 조각상을 상자에 넣어 돌려보내라고 명령했다.
9월 23일, 그랜트와 바우트웰은 만나 금값이 계속 오르면 재무부에서 금을 판매하여 골드 링을 해체하기로 결정했다. 9월 24일, 굴드는 조용히 금을 판매하기 시작했고, 골드 룸 요원들은 공적인 전선을 유지하며 피스크가 주도하는 허위 구매 활동으로 더 낮은 비율로 계속 구매했다. 9월 24일 금요일, 금이 155달러를 넘어섰을 때, 그랜트는 바우트웰에게 400만 달러의 금을 방출하고 400만 달러 상당의 채권을 구매하라고 명령했다. 몇 분 안에 금값은 160달러에서 138달러로 떨어졌고 굴드와 피스크의 금 독점은 깨졌다. 일부 투기꾼들은 파산했고, 금값이 떨어질 것이라고 베팅했던 도박꾼들은 돈을 벌었다. 코빈은 금을 구매하기 위해 빌린 대출금으로 손실을 입었다.

## 여파와 조사

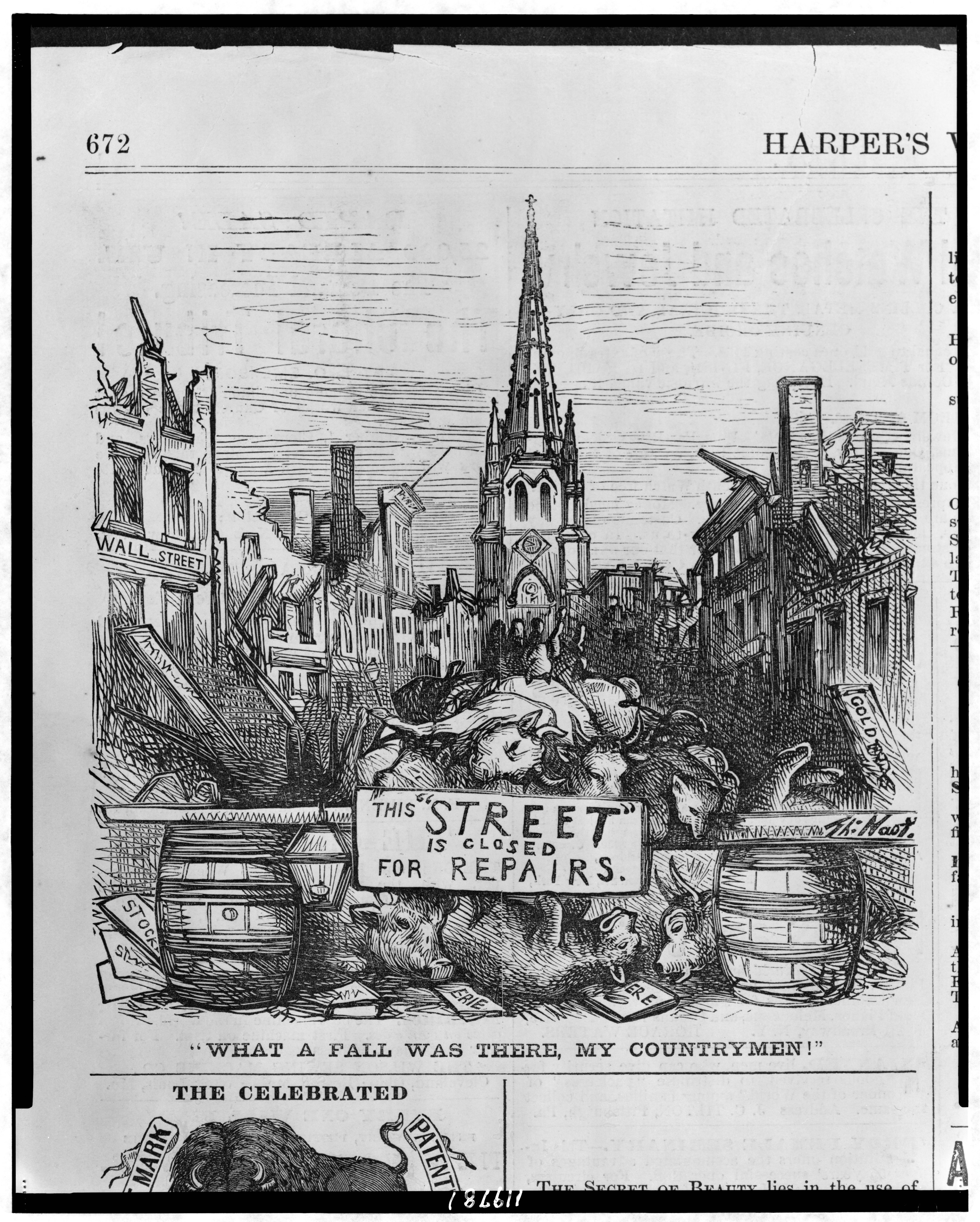
월스트리트 패닉의 영향을 묘사한 정치 풍자 만화

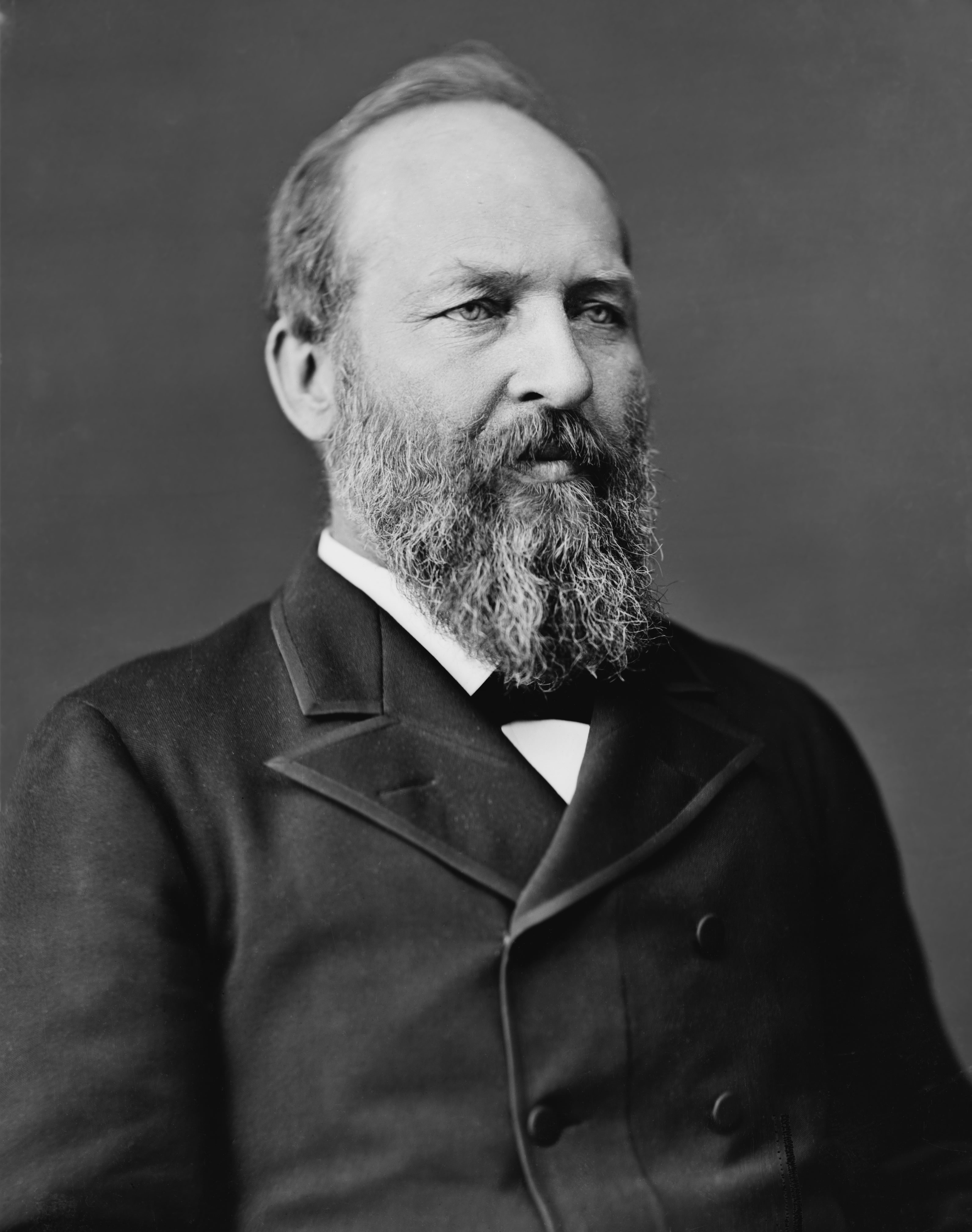

9월 24일 검은 금요일 금 폭락은 몇 달 동안 미국에 재정적 황폐화를 가져왔다. 9월 25일 토요일, 굴드, 피스크, 코빈은 오페라 하우스의 굴드 사무실에서 만났고, 각자 자신이 피해자라고 주장하며 재앙에 대해 서로를 비난했다. 모든 부채를 상환할 의무가 있었던 금 거래소 은행은 더 이상 증가하는 부채를 감당할 충분한 준비금을 가지고 있지 않았고, 그곳의 상황은 시간마다 악화되었다. 평소 그날 오후 3시에 문을 닫는 제10 국립 은행 앞에는 예금자와 투기꾼들이 인도를 가득 메웠다. 경찰은 은행 안팎에 순찰을 배치했다.
주가는 9월 24일부터 10월 1일까지 20% 하락했으며, 거래량은 미미했다. 1870년 1월부터 1870년 9월까지 단 400만 주만이 거래되었다. 수십 개의 중개 회사가 파산했으며, 피스크의 금 거래소에서 지폐 금을 구매한 사람들은 돈을 받지 못했다. 국가 노동력의 50%를 차지하는 농부들이 가장 큰 피해를 입었다. 시카고 거래소의 밀 가격은 부셸당 1.40달러에서 0.77달러로 떨어졌고, 옥수수는 0.95달러에서 0.68달러로 떨어졌으며, 호밀, 귀리, 보리 등 다른 상품들도 비슷한 손실을 입었다. 뉴욕 트리뷴은 수출 준비가 된 상품이 선적될 수 없었다고 보도했다. 그러나 그랜트와 바우트웰의 골드 링 해체 조치는 월스트리트 패닉이 전국적인 불황으로 커지는 것을 막았다. 버터필드는 1869년 10월에 미국 재무부에서 조사 없이 사임하도록 허용되었다.
이후의 의회 조사는 공화당원 제임스 A. 가필드가 주재했다. 그랜트의 금값 상승에 대응하기 위한 결정은 그와 그의 행정부가 이 사건으로 이득을 취했다는 소문을 완전히 없애지는 못했다. 한편으로는 버지니아 코빈과 영부인 줄리아 그랜트가 그랜트 대통령의 요청에 따라 증언하도록 소환되지 않았기 때문에 조사가 제한적이었다고 주장되었다. 줄리아 그랜트는 심지어 투기로 25,000달러의 이익을 얻었을 수도 있다. 위원회의 공화당 다수는 아담스 익스프레스 컴퍼니 원장에 25,000달러 항목을 보았다고 보고한 워싱턴 D.C. 사업가의 제안된 증언을 거부했다. 그러나 원장의 항목에 직면해야 했을 때, 심지어 원장을 가져온 아담스 익스프레스 임원도 유. 에스. 그랜트 부인의 항목에 있는 수치가 25,000달러였다는 첫인상을 인정했다. 위원회의 공화당원들은 이것이 실제로는 250.00달러 항목이었다는 변명을 제시하고 "그랜트 부인이 이 투기에 관심이 있었다는 근거 없고 사악한 비난"을 부인했다. 가필드의 전기 작가 앨런 페스킨은 조사가 상당히 철저했다고 주장한다. 조사는 그랜트의 위법 행위를 벗겨냈지만, 굴드의 금 시장 조작과 코빈의 그랜트와의 개인적인 관계 이용을 비난했다. 버터필드는 굴드에게 정보를 제공하는 이중 간첩 역할을 한 것으로 연루되었다. 의회 증언에서 굴드는 그랜트가 "매우 순수하고 고결한 사람이었다. 무엇이 최선인지 확신하면 그것을 할 사람이었다"라고 말했다.
어떤 재정적 피해도 피하면서 피스크와 굴드는 유죄 판결을 피했고, 유능한 변호사 데이비드 더들리 필드를 포함하여 최고의 법률 방어를 구매하는 데 돈을 썼으며, 민주당 트위드 링 판사들, 예를 들어 앨버트 카르도조는 법정에서 그들을 보호했다. 굴드는 월스트리트에서 계속 영향력을 행사했고, 1892년 12월 사망했을 때 그의 재산은 7천만 달러에 달했다. 피스크는 부유했지만 추악한 삼각관계에 얽혀 1872년 1월 6일 총에 맞아 사망했다. 바우트웰은 그랜트의 첫 임기의 나머지 기간을 역임했으며, 1873년 매사추세츠주 상원의원 출마를 위해 사임하고 1877년까지 봉사한 후 개인 생활로 은퇴했다. 1871년, "보스" 트위드가 운영하는 트위드 링은 그랜트의 미래 법무장관인 에드워즈 피어레폰트와 70인 위원회의 저명한 구성원을 포함한 뉴욕 개혁가들에 의해 해체되었다.
헨리 브룩스 애덤스는 율리시스 S. 그랜트 대통령이 자신의 부패한 동료들에게 너무 관대했다고 믿었다. 1870년, 애덤스는 굴드와 피스크의 금 시장 독점 계획을 상세히 설명하고 그랜트가 그 계획에 참여했거나 적어도 알고 있었다고 암시하는 "뉴욕 금 음모"라는 기사를 썼다.

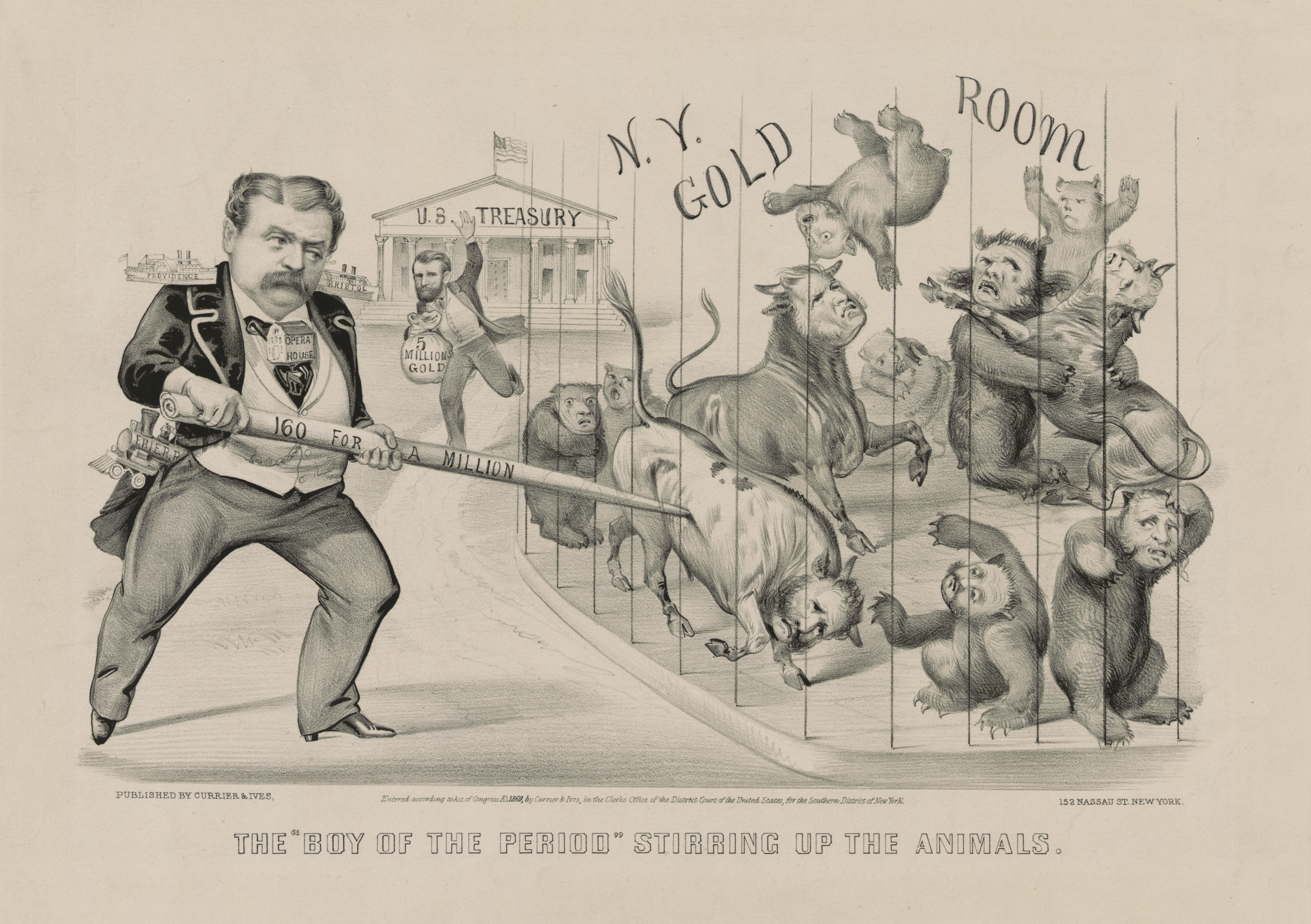
짐 피스크가 뉴욕 금 시장을 휘젓는 모습을 보여주는 만화. 그랜트는 금 가방을 들고 달려가는 모습으로 그려져 있다.

## 같이 보기
- 율리시스 S. 그랜트의 저술 목록
- 율리시스 S. 그랜트 대통령 행정부 스캔들
- 1857년 공황
- 1893년 공황
- 실버 목요일
- 주가 대폭락
- 뉴욕의 건배 – 피스크의 삶을 각색한 1937년 영화로, 금 시장 독점을 극적으로 보여준다.

### 인용
1. 1 2 3 4  White 2016, 478쪽.
2. ↑  Smith 2001, 480–481쪽.
3. 1 2 3 4  White 2016, 482쪽.
4. ↑  미국 연방준비제도 이사회, 2007
5. ↑  Ackerman 2011, 58–59쪽; Chernow 2017, 672쪽.
6. ↑  White 2016, 479–480쪽.
7. 1 2  Chernow 2017, 674쪽.
8. ↑  White 2016, 480–481쪽; Chernow 2017, 674쪽.
9. ↑  White 2016, 479, 481쪽.
10. 1 2 3 4  White 2016, 481쪽.
11. 1 2 3  Brands 2012, 442쪽.
12. 1 2  Smith 2001, 484쪽.
13. ↑  McFeely 2002, 328쪽; Smith 2001, 490쪽.
14. ↑  Ackerman 2011, 93–94쪽.
15. ↑  Ackerman 2011, 96쪽.
16. ↑  Ackerman 2011, 96–98쪽.
17. ↑  Ackerman 2011, 148–149쪽.
18. ↑  Ackerman 2011, 172–173쪽.
19. ↑  White 2016, 483쪽.
20. 1 2  White 2016, 483–484쪽.
21. ↑  Ackerman 2011, 151쪽.
22. ↑  McFeely 2002, 326–327쪽.
23. 1 2  McFeely 2002, 327쪽.
24. ↑  Brands 2012, 444쪽.
25. 1 2  Smith 2001, 487쪽.
26. 1 2  White 2016, 484쪽.
27. 1 2  McFeely 2002, 328쪽.
28. ↑  Ackerman 2011, 206쪽.
29. 1 2  Ackerman 2011, 214쪽.
30. ↑  Ackerman 2011, 220쪽.
31. 1 2 3  Smith 2001, 490쪽.
32. ↑  "검은 금요일" 금 스캔들, 145년 전
33. ↑  White 2016, 485쪽.
34. 1 2  Adams 1891, 364쪽.
35. ↑  제41차 의회, 제2차 회기; 1870년 3월 1일; 제임스 A. 가필드 위원장
36. ↑  Brands 2012, 445쪽.
37. ↑  Brands 2012, 445–446쪽.
38. ↑  Smith 2001, 585쪽.
39. ↑  Shefter 1992, 18쪽.
40. ↑  PBS: 전기: 헨리 애덤스

## 더 읽어보기
- Barclay, George L. (1872). 《Life, adventures, strange career and assassination of Col. James Fisk, Jr》. Philadelphia: Barclay & Co.
- Conway, J. North (2011). 《Big Policeman: The Rise and Fall of Thomas Byrnes, America's First, Most Ruthless, and Greatest Detective》. Rowman & Littlefield. ISBN 978-0-7627-7732-7. (제이 굴드, 검은 금요일 및 태머니를 포함한 기타 사업 거래에 대한 좋은 보도)
- Garfield, James Abram (1870). 《Investigation Into the Causes of the Gold Panic: Report of the Majority of the majority of Committee on Banking and Currency》. Government Printing Office.
- Grodinsky, Julius (1957). 《Jay Gould, his business career, 1867–1892》. University of Pennsylvania Press. ISBN 9780608325071.
- Jones, Willoughby (1872). 《Life of James Fisk ... the Great Frauds of the Tammany Ring》. Union Publishing Co., 513 pages.
- Halstead, Murat; Beale, J. Frank; Johnson, Willis Fletcher (1892). 《Life of Jay Gould, how He Made His Millions ...》. Edgewood Publishing Co. (전자책, 499페이지)
- McAlpine, Robert W. (1872). 《The Life and Times of Col. James Fisk, Jr.》. The New York Book Co.
- Northrop, Henry Davenport (1892). 《Life and achievements of Jay Gould》. R.A.H. Morrow, 542 pages. ISBN 9780665346026.

- 레너핸 주니어, 에드워드 J. 월스트리트의 어둠의 천재: 약탈 귀족의 왕 제이 굴드의 오해받는 삶 (2005)

- Stafford, Marshall P (1872). 《The life of James Fisk, jr., a full and accurate narrative of his career, his great enterprises, and his assassination》. New York: Polhemus & Pearson, printers.
- White, Trumbull (1893). 《Wizard of Wall Street and his wealth, or, The life and deeds of Jay Gould》. J.C. Yorston. (전자책, 358페이지)